# Брук Шилдс
Брук Кріста Камілла Шилдс (англ. Brooke Christa Camille Shields, 31 травня 1965, Нью-Йорк, США) — американська супермодель, акторка, продюсерка, кінорежисерка, письменниця (твори для дітей, автобіографія) та зоозахисниця. Перше визнання критики здобула у 12 років за головну роль у фільмі Луї Малля «Чарівне дитя». Вона продовжувала працювати моделлю та знялася у кількох драмах у 1980-х, включаючи фільми «Блакитна лагуна» та «Безкінечна любов».
У 1983 Брук призупинила кар'єру моделі, щоб вступити до Принстонського університету, який закінчила зі ступенем бакалавра з романських мов. У 1990-х Шилдс повернулася до акторської діяльності та знімалася у другорядних ролях у фільмах. Вона знялася у ситкомі NBC «Непередбачувана Сьюзен», за який отримала дві номінації на Золотий глобус, а також у ситкомі «Помадні джунглі». У 2017 Шилдс повернулася на NBC з однією з головних ролей у серіалі Закон і порядок: Спеціальний корпус в 19 сезоні серіалу. Озвучувала Беверлі Гудман у мультсеріалі «Містер Піклз» і його спінофі «Мама назвала мене шерифом».
Образ Брук Шилдс сексуально експлуатували у фільмах і фотосесіях, починаючи з оголеної фотосесії для Playboy у 10 років та ролей у фільмах, що включали сцени дитячої порнографії. Це породило шалену увагу преси та ряд судових позовів, а також значно вплинуло на психічне здоров'я акторки протягом її життя.
Шилдс є прессекретаркою кампанії Tupperware «Chain of Confidence SMART Girls», яка вчить жінок дбати про своє психічне та фізичне благополуччя.

## Біографія
Народилася у Мангеттені, Нью-Йорк, 31 травня 1965 року. Вона є донькою акторки і моделі Тері Шилдс (до шлюбу Шмон, 1933-2012) і підприємця Френка Шилдса (1941-2003). Її мати мала англійське, німецьке, шотландсько-ірландське та валлійське походження, а батько англійське, французьке, ірландське та італійське.
Згідно з дослідженням Вільяма Аддамса Рейтвізнера, Шилдс має родові зв'язки з низкою знатних сімей Італії, зокрема з Генуї та Риму. Це династії Гаттілузі-Палаіологос-Савой, Гримальді, Імперіалі, Карафа, Доріа, Доріа-Памфілі-Ланді, Чигі-Альбані та Торлонія. Її бабусею по батьківській лінії була італійська дворянка Марина Торлонія ді Чивітелла-Чезі. Її двоюрідним дідом був італійський дворянин Алессандро Торлонія, чоловік інфанти Беатріс Іспанської.
Коли мати Брук, Тері, оголосила про свою вагітність, сім'я батька, Френка, заплатила їй суму за аборт. Вона взяла гроші, але порушила угоду і народила Брук. Френк одружився з Тері, але вони розлучилися, коли Брук було 5 місяців. У неї є два зведених брати і три зведені сестри. Коли Брук було лише 5 днів, її мати відкрито заявила, що хоче, щоб її донька працювала в шоу-бізнесі: «Вона найкрасивіша дитина, і я збираюся допомогти їй з кар'єрою». У дитинстві Брук брала уроки фортепіано, балету та верхової їзди.
Шилдс була вихована римо-католицькою вірою. Для своєї конфірмації у 10 років вона взяла ім'я Камілла на честь Камілла де Лелліса. Під час навчання у середній школі вона жила у Гаворті, штат Нью-Джерсі. Брук заявила, що її перша зустріч з папарацці відбулася у Великому бальному залі готелю Волдорф-Асторія у Нью-Йорку у 12 років, коли вона «стояла як статуя, дивуючись, чому їх усіх найняли фотографути мене».
Брук відвідувала школу New Lincoln School до восьмого класу. Вона закінчила школу Dwight-Englewood в Інглвуді у 1983. Переїхала до гуртожитку Принстонського університету, щоб отримати ступінь бакалавра з французької літератури, яку закінчила 1987 року. Входила до Princeton Triangle Club і Cap and Gown Club. Її автобіографія була опублікована у 1985 році. Її дипломна робота 1987 року називалася «Ініціація: Від невинності до досвіду: Подорож підлітка у фільмах Луї Малля, «Чарівне дитя» та «Лакомб Люсьєн»».
Незабаром після того, як Шилдс закінчила університет, у липневому номері журналу Life за 1987 рік було опубліковано звіт про її чотирирічну освіту. На основі цього звіту газета Нью-Йорк Таймс опублікувала легковажну статтю, покликану спростувати твердження про те, що Принстон випускає чудових і всебічно розвинених особистостей. Відзначивши, що Шилдс «отримувала одні п'ятірки та четвірки, і очевидно, приділяла увагу своїй шкільній роботі», газета заявила, що її «обдурили», оскільки Принстон не вимагав від неї здачі класичних досліджень середньовічної, сучасної чи американської історії, ні курсів математики, філософії, економіки, політології, світової літератури чи природничих наук із лабораторним досвідом. «Якщо в такому місці, як Принстон, можна здобути гуманітарну освіту, то більше немає жодних сумнівів, що наше суспільство колись страждатиме від елітарності в будь-якій формі».

## Кар'єра

### Рання кар'єра і сексуалізація образу

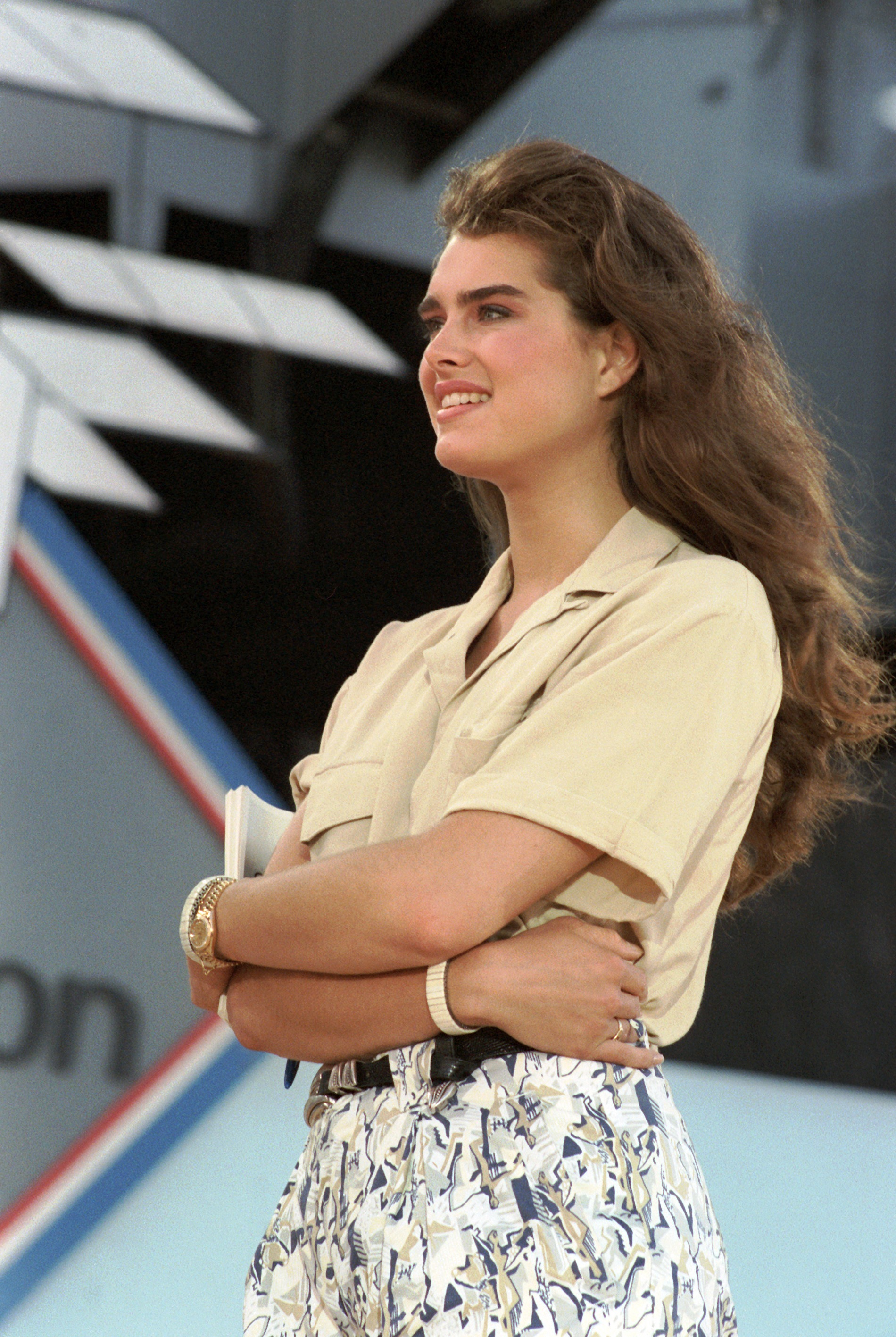
Брук Шилдс у 1986

Брук Шилдс розпочала кар'єру 11-місячною, в 1966 році. Її першою роботою було позування для фотографа Франческо Скавулло у Ivory Soap. Вона продовжувала бути успішною дитиною-моделлю з модельною агенткою Ейлін Форд, яка у своїй біографії для Lifetime пише, що заснувала свій дитячий підрозділ спеціально для Брук.
У 1975 році фотограф Гаррі Гросс зробив сумнозвісні фотографії оголеної 10-річної Брук Шилдс для видання Playboy Press «Sugar'n'Spice» за згодою її матері. На знімках Брук зображена оголеною, вона стоїть та сидить у ванній кімнаті, нафарбована та покрита олією.
Шилдс працювала з режисером Вуді Алленом у його фільмі Енні Голл, що вийшов на екрани в 1977 році, але її роль вирізали з остаточної версії.
У 1978, у 12 років, Брук зіграла роль дитини-повії у скандальному фільмі Чарівне дитя.
У 1980 14-річна Шилдс стала наймолодшою моделлю, яка коли-небудь з'являлася на обкладинці Vogue. Пізніше того ж року вона з'явилася у суперечливій телевізійній рекламі джинсів Calvin Klein, де вимовила знаменитий слоган: «Хочете знати, що знаходиться між мною і моїми Кальвінами? Нічого». Ця реклама, в якій експлуатували неповнолітню Шилдс, допомогла Келвіну Кляйну досягти статусу супердизайнера.
З 1981 по 1983 рік Шилдс, її мати Террі, фотограф Гаррі Гросс і Playboy Press вели судові позови в судах Нью-Йорка з приводу прав на оголені дитячі фотографії, які мати Брук підписала Гроссу. Суд, однак, виніс рішення на користь фотографа через дивний поворот у законодавстві Нью-Йорка.
До 16-ти років Шилдс стала однією з найвідоміших осіб у США, завдяки подвійній кар'єрі: моделі та дитини-акторки. Журнал Time повідомив у своїй статті від 9 лютого 1981, що її денна ставка на той момент становила 10 тисяч доларів. У 1983 Брук з'явилася на обкладинці вересневого номера паризького Vogue, жовтневого та листопадового номерів американського Vogue та грудневого випуску італійського Vogue. У цей час вона стала завсідницею нью-йоркського нічного клубу Studio 54.
У 2009 році фотографія оголеної Брук Шилдс, зроблена, коли їй було 10 років, була включена в роботу Річарда Прінса «Spiritual America» та викликала скандали. Вона була видалена з виставки Tate Modern після попередження поліції.

### Акторство
Першою великою роллю Брук Шилдс стала головна роль у фільмі Луї Малля «Чарівне дитя» (1978), в якому вона зіграла дитину Вайолет, що живе у борделі (у якому було багато оголених сцен). На момент виходу фільму їй було всього 12 років, через що розгорнулися дискусії про дитячу порнографію. Наступного року вона знялася у менш спірному і менш помітному фільмі «Уанда Невада».
Після двох десятиліть роботи в кіно її найвідомішими фільмами залишаються Блакитна лагуна (1980), в яком були оголені сцени між закоханими підлітками на тропічному острові, і «Нескінченне кохання». Спочатку MPAA привласнила «Нескінченному коханню» рейтинг X. Фільм був перемонтований і отримав рейтинг R. Брук виграла премію Вибір народу у категорії «Улюблена молода виконавиця» чотири роки поспіль з 1981 по 1984 роки. У 1998 вона зіграла лесбійку Лілі у фільмі «Злощастя Маргарет».
У 2001 році телеканал Lifetime показав фільм «Що створює сім'ю», в якому Брук Шилдс і Черрі Джонс зіграли головні ролі правдивої історії лесбійської пари, яка боролася з законами про усиновлення у Флориді.

### Телебачення

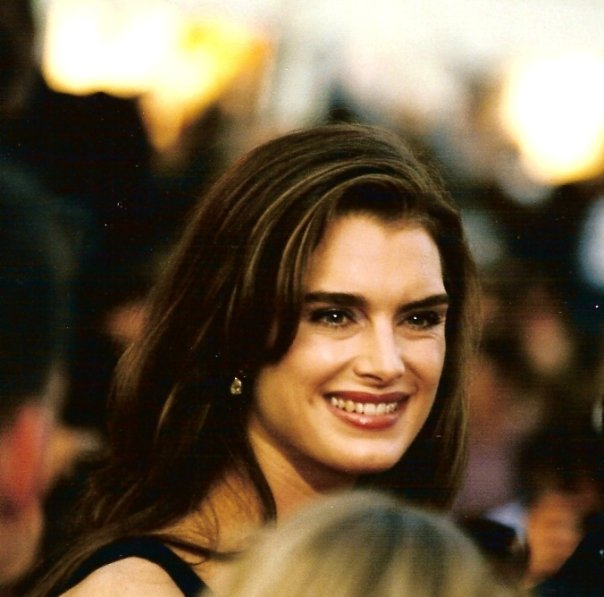
Брук Шилдс у Каннах у 1998

Телевізійну кар'єру Брук також розпочала в ранньому віці. У 1980 вона стала наймолодшою запрошеною зіркою, яка будь-коли з'являлася на Muppet Show, де вона і маппети поставили власну версію «Алісиних пригод у Дивокраї». У 1981 вона такаж стала наймолодшою ведучою комедійного скетч-шоу «П'ятниця» на каналі ABC. В одному з епізодів популярного комедійного ситкому «Друзі» Шилдс зіграла переслідувачку Джоуї. Ця роль безпосередньо привела її до участі у ситкомі NBC «Непередбачувана Сьюзен», у якому вона знімалася з 1996 по 2000 рік, і який приніс їй премію «Вибір народу» у категорії «Улюблена виконавиця жіночої ролі в новому телевізійному серіалі» у 1997, і також дві номінації на «Золотий глобус».
На початку 1980-х вона знялася в ролику соціальної реклами Служби охорони здоров'я США, що спонсорується Американською легеневою асоціацією, як ініціатива про те, що VIP персони повинні стати прикладом і прихильниками некуріння. У 1980-х Шилдс почала підтримувати Об'єднані організації обслуговування, вирушивши у турне з Бобом Гоупом.
Шилдс кілька разів з'являлася у серіалі Шоу 70-х. Вона зіграла Пем Буркхарт, мати Джекі (Міла Куніс), яка пізніше була надовго пов'язана з батьком Донни (Лаура Препон), якого грав Дон Старк. Брук покинула Шоу 70-х, коли її персонажку було виписано.
У 1993 році вона знялася як гостя в епізоді четвертого сезону Сімпсонів під назвою «Фронт».
Наприкінці 2000-х Шилдс знімалася як запрошена зірка в таких серіалах, як Частини тіла телеканалу FX та Два з половиною чоловіки телеканалу CBS. У 2005 вона в епізоді другого сезону серіалу «Entourage» HBO під назвою «Blue Balls Lagoon». У 2007 вона знялася у диснеївському серіалі Ханна Монтана, зігравши Сьюзен Стюарт, мати Майлі та Джексона, яка померла у 2004. У 2008 вона повернулася до прайм-тайму в драмі «Помадні джунглі». Серіал закінчився через рік.
Починаючи з 2010 року, з'являлася у серіалі The Middle, як мати виводка, що наводив жах на дітей, та заклятої ворогині Френкі Хек (у виконанні Патрісії Гітон). Також з'явилася як знаменитість у генеалогічному документальному реаліті-серіалі «Хто ти, як ти думаєш?» телеканалу NBC, де з'ясувалося, що по батьківскій лінії вона є далекою родичкою короля Франції Людовіка XIV, і таким чином, нащадкою Людовіка IX і Генрі IV.
Починаючи з 2013 року Брук Шилдс періодично запрошують у 9-годинний випуск програми Today на каналі NBC. Вона також знімалася у дев'ятнадцятому сезоні серіалу Закон і порядок: Спеціальний корпус у ролі Шейли Портер, бабусі прийомного сина Олівії Бенсон, Ноя Портера.

### Театр
Брук Шилдс брала участь у кількох бродвейських музичних театральних виставах. Вона грала Ріццо у відродженій у 1994 році виставі «Бріолін». Протягом чотирьох місяців, починаючи з липня 2001, вона грала Саллі Боулз у довгограючому спектаклі Кабаре. У вересні 2004 року Шилдс замінила Донну Мерфі у ролі Рут Шервуд, у відродженому 2003 року спектаклі «Чудове місто», поки він не закрився чотири місяці потому. Її виконання отримало багато позитивних відгуків. Бен Брентлі з Нью-Йорк Таймс високо оцінив «дурну миловидність», яку вона привнесла в свою інтерпретацію ролі, але також написав, що вона все ж таки не досягла «досконалості» Донни Мерфі. У квітні 2005 року Шилдс зіграла Роксі Гарт у довгограючій постанові Чикаго театру «Адельфі» в лондонському Уест-Енді. Пізніше того ж року вона повторила участь у бродвейському відродженні з 9 вересня по 30 жовтня. Це зробило її першою виконавицею, що знялася у «Чикаго», «Кабарі» та «Бріоліні» на Бродвеї - трьох довгограючих відродженнях мюзиклів, відзначених «трюковим кастингом» знаменитостей, не відомих у музичному театрі. Вона взяла на себе роль Мортіші Аддамс у бродвейському мюзиклі Родина Адамсів 28 червня 2011 року.

## Особисте життя
У дитинстві Брук жила з матір'ю на Верхньому Іст-Сайді.
У журналі Health за 2009 рік Щилдс поділилася, що втратила цноту у 22 роки з актором Діном Кейном, коли вони зустрічалися у Принстоні. Вона сказала, що це сталося б раніше, якби вона мала краще уявлення про себе.
У 1990-х роках Шилдс пропагувала фітнес як продовження жіночності, стверджуючи, що жіночність та атлетика є сумісними.
Брук - веган та активіст руху за права тварин. У 1989 вона виступила проти хутряної промисловості, пізніше, однак, створила власну норкову шубу в Kopenhagen Fur.
З 1997 по 1999 була одружена з тенісистом Андре Агассі, з яким була разом з 1993 року. Після розлучення одружилася зі сценаристом Крісом Генчі у 2001, з яким познайомилася через спільних друзів у 1999. Вона має двох доньок та живе з родиною у Гринвіч-Вілледж, Нью-Йорк.

### Стосунки з Майклом Джексоном
Майкл Джексон у 1993 році заявив у інтерв'ю Опрі Вінфрі, що він зустрічався з Брук Шилдс на той момент. Шилдс заявила, що Джексон неодноразово просив її стати його дружиною і всиновити спільну дитину.
У бесіді з рабином Шмулею Ботеахом у 2001 році Джексон сказав про Шилдс: "Вона була однією з любовей всього мого життя. Я думаю, що вона любила мене так сильно, як любив її я, розумієте? Ми багато зустрічалися. Ми, ми багато гуляли. Її фотографії висіли у мене на стіні, на дзеркалі, на усьому. Я пішов на церемонію вручення премії Оскар разом із Даяною Росс, і ця дівчина підійшла до мене, і сказала: «Привіт, я Брук Шилдс». Потім вона запитує: «Ви йдете на афтерпаті?». Я кажу: «Так». І вона каже: «Гаразд, побачимось на вечірці». І я думаю: «Боже мій, чи знає вона, що вся моя кімната в ній?». І ми пішли на вечірку. Вона підходить до мене і каже: «Ти потанцюєш зі мною?», я кажу: «Так. Я потанцюю з тобою». Ми обмінялися номерами, і тоді я не спав усю ніч, співав, кружляв по кімнаті, просто був дуже щасливим. Це було чудово".
7 липня 2009 року Шилдс виступила на поминальній службі Майкла Джексона. У своїй промові вона сказала, що вперше зустріла Джексона, коли їй було 13 років, і вони відразу стали друзями. Однак вона описувала стосунки виключно як дружбу: «Згадуючи, як ми познайомилися, скільки часу провели разом, і коли б ми не виходили у світ разом, там обов'язково з'являвся якийсь напис, і зазвичай він говорив щось на кшталт «дивна пара» або «малоймовірна пара», але для нас це була найприродніша та найпростіша дружба... Майкл завжди знав, що може розраховувати на мою підтримку чи побачення, і що ми будемо веселитися, де б ми не були. У нас був зв'язок... Нам обом потрібно було стати дорослими дуже рано, але коли ми були разом, ми були двома маленькими дітьми, які веселилися». У своїй промові вона розповідала анекдоти, у тому числі випадок, коли вона була супутницею Джексона на одному з весіль Елізабет Тейлор, і вони пробралася до її кімнати, щоб першими побачити її сукню, але виявили, що Тейлор спить у ліжку. Шилдс навела безліч спогадів, які пов'язували її з Джексоном, і коротко пожартувала про його знамениту рукавичку з блискітками. Вона також згадала улюблену пісню Джексона «Smile» Чарлі Чапліна, яку пізніше Джермейн Джексон виконав на поминальній службі.

### Післяпологова депресія
У період з квітня по травень 2005 року Шилдс з'являлася у журналах (наприклад Guideposts) і на шоу Опри Вінфрі з історією своєї боротьби з післяпологовою депресією.
У травні того ж року Том Круз, який є саєнтологом та чиї переконання не схвалюють психіатрію, засудив Шилдс, як особисто, так і професійно, за використання та виступи на користь антидепресанту Паксіл. Як сказав актор: «Я турбуюся про Брук Шилдс, тому що вважаю її неймовірно талановитою жінкою, ви дивіться, куди поділася її кар'єра?». Шилдс відповіла, що висловлювання Круза про антидепресанти були «безвідповідальними» та «небезпечними». Вона також заявила, що йому слід «зайнятися боротьбою з прибульцями» (відсилка на роль Круза у фільмі Війна світів та езотеричні аспекти доктрини саєнтології), «а матері нехай самі вирішують, як краще лікувати післяпологову депресію».
На подальші нападки Круза Шилдс відповіла статтею «Війна слів», опублікованою в газеті Нью-Йорк Таймс 1 липня 2005, в якій навела особисті аргументи на користь ліків і заявила: «У якомусь дивному сенсі мене втішило, коли моя акушерка сказала мені, що моє почуття крайнього відчаю та думки про самогубство були безпосередньо пов'язані з біохімічним порушенням у моєму організмі. Як тільки ми визнаємо, що післяпологовий період - це серйозний медичний стан, тоді лікування стає доступнішим та соціально прийнятнішим. Під наглядом лікаря я припинила прийом ліків, але без них я б не стала тією люблячою матірю, якою я є сьогодні».
31 серпня 2006, згідно з USA Today, Круз особисто вибачився перед Шилдс за цей інцидент. Вона прийняла вибачення, сказавши, що вони були «щирими». У листопаді того ж року вона та її чоловік відвідали весілля Круза з Кеті Голмс.

## Фільмографія

### Акторка
| Рік       |    | Українська назва                           | Оригінальна назва                                    | Роль                          |
| --------- | -- | ------------------------------------------ | ---------------------------------------------------- | ----------------------------- |
| 1974      | тф | Після гріхопадіння                         | After the Fall                                       | дочка Квентіна                |
| 1976      | ф  | Еліс, мила Еліс                            | Communion                                            | Карен Спейджс                 |
| 1977      | тф | Принц центрального парку                   | The Prince of Central Park                           | Крістін                       |
| 1978      | ф  | Чарівне дитя                               | Pretty Baby                                          | Вайлет                        |
| 1978      | ф  | Король циган                               | King of the Gypsies                                  | Тіта                          |
| 1979      | ф  | Тілт                                       | Tilt                                                 | Тілт (Бренда Луїза Девенпорт) |
| 1979      | ф  | Майже ідеальний роман                      | An Almost Perfect Affair                             | Брук Шилдс                    |
| 1979      | ф  | Ванда Невада                               | Wanda Nevada                                         | Ванда Невада                  |
| 1979      | ф  | Тільки ти і я, малюк                       | Just You and Me, Kid                                 | Кейт                          |
| 1980      | ф  | Блакитна лагуна                            | The Blue Lagoon                                      | Емелін                        |
| 1981      | ф  | Нескінченна любов                          | Endless Love                                         | Джейд Баттерфілд              |
| 1983      | ф  | Сахара                                     | Sahara                                               | Дейл                          |
| 1984      | ф  | Маппети на Мангеттені                      | The Muppets Take Manhattan                           | клієнтка у Піта               |
| 1984      | тф | Мокре золото                               | Wet Gold                                             | Лаура                         |
| 1988      | тф | Діамантова пастка                          | The Diamond Trap                                     | Тара Голден                   |
| 1989      | ф  | Зона швидкості                             | Speed Zone                                           | стюардеса                     |
| 1989      | ф  | Бренда Старр                               | Brenda Starr                                         | Бренда Старр                  |
| 1990      | ф  | Мрії на задвірках                          | Backstreet Dreams                                    | Стіві                         |
| 1992      | с  | Квантовий стрибок                          | Quantum Leap                                         | Ванесса Фостер                |
| 1993      | с  | Байки зі склепу                            | Tales from the Crypt                                 | Норма                         |
| 1993      | ф  | Потвори                                    | Freaked                                              | Скай Дейлі                    |
| 1993      | тф | Я можу змусити тебе полюбити мене          | I Can Make You Love Me                               | Лаура Блек                    |
| 1994      | тф | Американська любов                         | Un amore americano                                   | Грета                         |
| 1994      | кф | Аспірант                                   | The Postgraduate                                     | фентезі дружина               |
| 1994      | ф  | Сьомий поверх                              | The Seventh Floor                                    | Кейт Флетчер                  |
| 1995      | ф  | Ті, що біжуть на волю                      | Running Wild                                         | Крістіна Шей                  |
| 1995      | тф | Ніщо не вічне                              | Nothing Lasts Forever                                | доктор Бет Тафт               |
| 1996      | ф  | Шосе                                       | Freeway                                              | Мімі Волвертон                |
| 1996—2000 | с  | Шалена Сьюзен                              | Suddenly Susan                                       | Сьюзен Кін                    |
| 1996      | с  | Друзі                                      | Friends                                              | Еріка Форд                    |
| 1997      | с  | Шоу Ларрі Сандерса                         | The Larry Sanders Show                               | Брук Шилдс                    |
| 1997      | тф | Майже ідеальне пограбування                | The Almost Perfect Bank Robbery                      | Сінді Лафранс                 |
| 1998      | ф  | Нещастя Маргарет                           | The Misadventures of Margaret                        | Лілі                          |
| 1999      | ф  | Вихідні                                    | The Weekend                                          | Ніна                          |
| 1999      | ф  | Чорне і біле                               | Black and White                                      | Сем Донаджер                  |
| 1999      | ф  | Холостяк                                   | The Bachelor                                         | Баклі Гейла-Віндзор           |
| 2000      | ф  | Після сексу                                | After Sex                                            | Кейт                          |
| 2000      | ф  | Massholes                                  | Massholes                                            | Брук Шилдс                    |
| 2001      | тф | Запорука сімейного щастя                   | What Makes a Family                                  | Джанін Нільсен                |
| 2001      | с  | Журнал мод                                 | Just Shoot Me!                                       | Ерлін                         |
| 2002      | тф | Вдови                                      | Widows                                               | Ширлі Геллер                  |
| 2003      | мф | Міс Павучок і її друзі                     | Miss Spider's Sunny Patch Kids                       | Міс Павучок                   |
| 2003      | мс | Брудний Гаррі                              | Gary the Rat                                         | Кассандра Гаррісон            |
| 2004      | с  | Я з нею                                    | I'm with Her                                         | Айві Тайлер                   |
| 2004      | с  | Шоу 70-х                                   | That '70s Show                                       | Памела Беркгарт               |
| 2004      | мф | Незвичайна пригода в місті крашанок        | The Easter Egg Adventure                             | Гаррієт Гаре                  |
| 2004      | ф  | Чоловік напрокат                           | Mariti in affitto                                    | Шарлін Тейлор                 |
| 2005      | ф  | Дворецький Боб                             | Bob the Butler                                       | Енн Джеймісон                 |
| 2005      | тф | Запах нової машини                         | New Car Smell                                        | Ейпріл                        |
| 2005      | тф | Знак чорної троянди                        | Gone But Not Forgotten                               | Бетсі Танненбаум              |
| 2005      | с  | Красені                                    | Entourage                                            | Брук Шилдс                    |
| 2006      | с  | Чудо-тваринки                              | Wonder Pets!                                         | Відьма                        |
| 2006      | с  | Закон і порядок: Злочинний намір           | Law & Order: Criminal Intent                         | Келлі Слоун-Рейнс             |
| 2006      | с  | Частини тіла                               | Nip/Tuck                                             | Фейт Волпер                   |
| 2007      | с  | Два з половиною чоловіки                   | Two and a Half Men                                   | Даніелла Стюарт               |
| 2007—2009 | с  | Ханна Монтана                              | Hannah Montana                                       | мама Майлі                    |
| 2007      | мс | Бетмен                                     | The Batman                                           | Джулі                         |
| 2007      | ф  | Пакувальник                                | National Lampoon's Bag Boy                           | місіс Гарт                    |
| 2008      | ф  | Опівнічний експрес                         | The Midnight Meat Train                              | Сьюзен Гофф                   |
| 2008      | мф | Ліга справедливості: Новий бар'єр          | Justice League: The New Frontier                     | Керол Ферріс                  |
| 2008      | мф | Мінливі байки: Золотоволоска і три ведмеді | Unstable Fables: The Goldilocks and the 3 Bears Show | ведмедиця Рубі                |
| 2008—2009 | с  | Помадні джунглі                            | Lipstick Jungle                                      | Венді гілі                    |
| 2009      | ф  | Ханна Монтана                              | Hannah Montana: The Movie                            | мама Майлі                    |
| 2010      | ф  | Помста пухнастих                           | Furry Vengeance                                      | Теммі Сандерс                 |
| 2010      | ф  | Копи на підхваті                           | The Other Guys                                       | Брук Шилдс                    |
| 2010      | с  | Телеканал «Гори у Пеклі»                   | Funny or Die Presents...                             | Спляча знаменитість           |
| 2010—2014 | с  | Буває й гірше                              | The Middle                                           | Ріта Глосснер                 |
| 2010      | тф | Хлопець, який розповідав про перевертня    | The Boy Who Cried Werewolf                           | Мадам Варколас                |
| 2011      | ф  | Як вийти заміж за мільярдера               | Chalet Girl                                          | Кароліна                      |
| 2011      | ф  | Молодість Вітні Браун                      | The Greening of Whitney Brown                        | Джоан Браун                   |
| 2012—2013 | с  | Пізньої ночі з Джиммі Феллоном             | Late Night with Jimmy Fallon                         | Леді Нора                     |
| 2013      | с  | Армійські дружини                          | Army Wives                                           | Кетрін Янг                    |
| 2013      | с  | Супер веселий вечір                        | Super Fun Night                                      | Мурна / Елісон Локрідж        |
| 2013—2014 | мс | Містер Піклз                               | Mr. Pickles                                          | місіс Гудман                  |
| 2013      | ф  | Припливи                                   | The Hot Flashes                                      | Бет Гамфрі                    |
| 2013      | кф | Все спочатку з Брук Шилдс                  | Starting Over with Brooke Shields                    | Брук Шилдс                    |
| 2013      | кф | Дикі коні                                  | Wild Horses                                          | Брук Шилдс                    |
| 2013      | мф | Свято монстрів                             | A Monsterous Holiday                                 | Бетсі                         |
| 2014      | мф | Під прикриттям                             | Under Wraps                                          | Джин                          |
| 2014      | с  | Шоу Майкла Джей Фокса                      | The Michael J. Fox Show                              | Дебора                        |
| 2014      | мс | Творча галактика                           | Creative Galaxy                                      | Серафіна                      |
| 2021      | мс | Замок на Різдво                            | A Castle for Christmas                               | Софі Браун                    |

### Продюсерка
| Рік       |     | Українська назва       | Оригінальна назва     | Роль                 |
| --------- | --- | ---------------------- | --------------------- | -------------------- |
| 1998—2000 | с   | Непередбачувана Сьюзен | Suddenly Susan        | продюсерка           |
| 2016      | док | Коли ламається гілка   | When the Bough Breaks | виконавча продюсерка |